# ウォルター・レンジリー
ウォルター・レンジリー (Walter Rangeley、1903年12月14日 - 1982年3月16日)は、イギリスの陸上競技選手。1924年パリオリンピック、1928年アムステルダムオリンピックの銀メダリストである。

## 経歴
レンジリーは、1924年パリオリンピックで、4×100mリレーでイギリスチームの一員として出場。ハロルド・エイブラハムス、ウィリアム・ニコル、ランスロット・ロイルとともに銀メダルを獲得した。
4年後の1928年アムステルダムオリンピックでは、個人種目の200mで銀メダルを獲得。さらにさらに、セシル・ジル、テディ・スムーハ、ジャック・ロンドンとともに4×100mリレーに出場。しかし、結果は銅メダルと、4年前ほどの成績を残すことはできなかった。